# Anax aurantiacus
Anax aurantiacus — вид бабок з родини коромисел (Aeschnidae). Описаний у 2022 році. Поширений в Південно-Східній Азії.

## Систематика
Кілька авторів раніше вважали представників цього виду формою Anax immaculifrons Rambur, 1842. Anax aurantiacus диференціюється від A. immaculifrons на основі забарвлення та морфологічних відмінностей дорослих особин і личинок. Матеріали та зображення, доступні в Інтернеті та літературі, показують, що вид присутній у Камбоджі, Лаосі, Китаї, Гонконгу, Таїланді та В'єтнамі, а A. immaculifrons трапляється в Південній Азії та далі на захід.